# Карпенко Олександр Григорович
Олекса́ндр Григо́рович Карпе́нко (10 травня 1977 — 28 серпня 2014) — молодший сержант Збройних сил України, учасник російсько-української війни.

## Короткий життєпис
Народився 1977 року в селі Радалівка Глобинського району Полтавської області. Мама Світлана Василівна — вчителька української мови та літератури. Був старшою дитиною, ріс із двома молодшими братами, закінчив школу в Запсіллі, де й познайомився із майбутньою дружиною. Пройшов строкову службу в Національній гвардії України. Після демобілізації працював водієм у Запсіллі. 1997 року одружився, подружжя переїхало до Кременчука. 2003 року повернувся в село; майстер на всі руки, сам побудував будинок для сім'ї, любив землю та захоплювався технікою, разом з меншими братами створив власне маленьке фермерське господарство. Працював у Кременчуці на тютюновій фабриці.
Доброволець, призваний за мобілізацією 2 серпня 2014 року. Молодший сержант, старший стрілець — водій БТР 92-ї окремої механізованої бригади.
28 серпня 2014-го ротно-тактична група рухалась у район Старобешевого з метою деблокування українських підрозділів в Іловайську. У 5 км на схід від міста Комсомольське (Донецька область) о 4-й ранку колона потрапила під масований обстріл російських військ із РСЗВ «Град», мінометів і танків та ДРГ терористів. Тоді ж полягли Руслан Батраченко, Юрій Безщотний, Сергій Бризгайло, Антон Бутирін, Андрій Деребченко, Олександр Карасик, Василь Лепетюха, Ігор Романцов, Сергій Чорний.
16 вересня пошуковцями вивезено 8 тіл загиблих із братської могили неподалік села Новозар'ївка.
Упізнаний за експертизою ДНК, 18 березня 2015 року похований у селі Запсілля (Кременчуцький район).
Залишилися дружина Людмила, вчителька Омельницької школи, син Богдан та донька Анастасія (1998 р.н. і 2002 р.н.).

## Нагороди та вшанування
За особисту мужність і героїзм, виявлені у захисті державного суверенітету та територіальної цілісності України, вірність військовій присязі під час російсько-української війни, відзначений — нагороджений:
- 17 липня 2015 року — орденом «За мужність» III ступеня (посмертно).[1]
- нагрудний знак «За вірність народу України» Полтавської обласної ради (посмертно)
- Його портрет розміщений на меморіалі «Стіна пам'яті полеглих за Україну» у Києві: секція 3, ряд 5, місце 25
- Вшановується 28 серпня на щоденному ранковому церемоніалі вшанування українських захисників, які загинули цього дня у різні роки внаслідок російської збройної агресії[2]